# Cas Torà
El cas Torà fou el criptònim que rebé la investigació instruïda pel jutge de l'Audiència Nacional Baltazar Garzón l'any 2003 contra tres joves del municipi solsonenc de Torà, els quals foren detinguts pels Mossos d'Esquadra acusats de ser els autors de diversos sabotatges contra interessos bancaris, polítics i mediàtics.

## Detencions

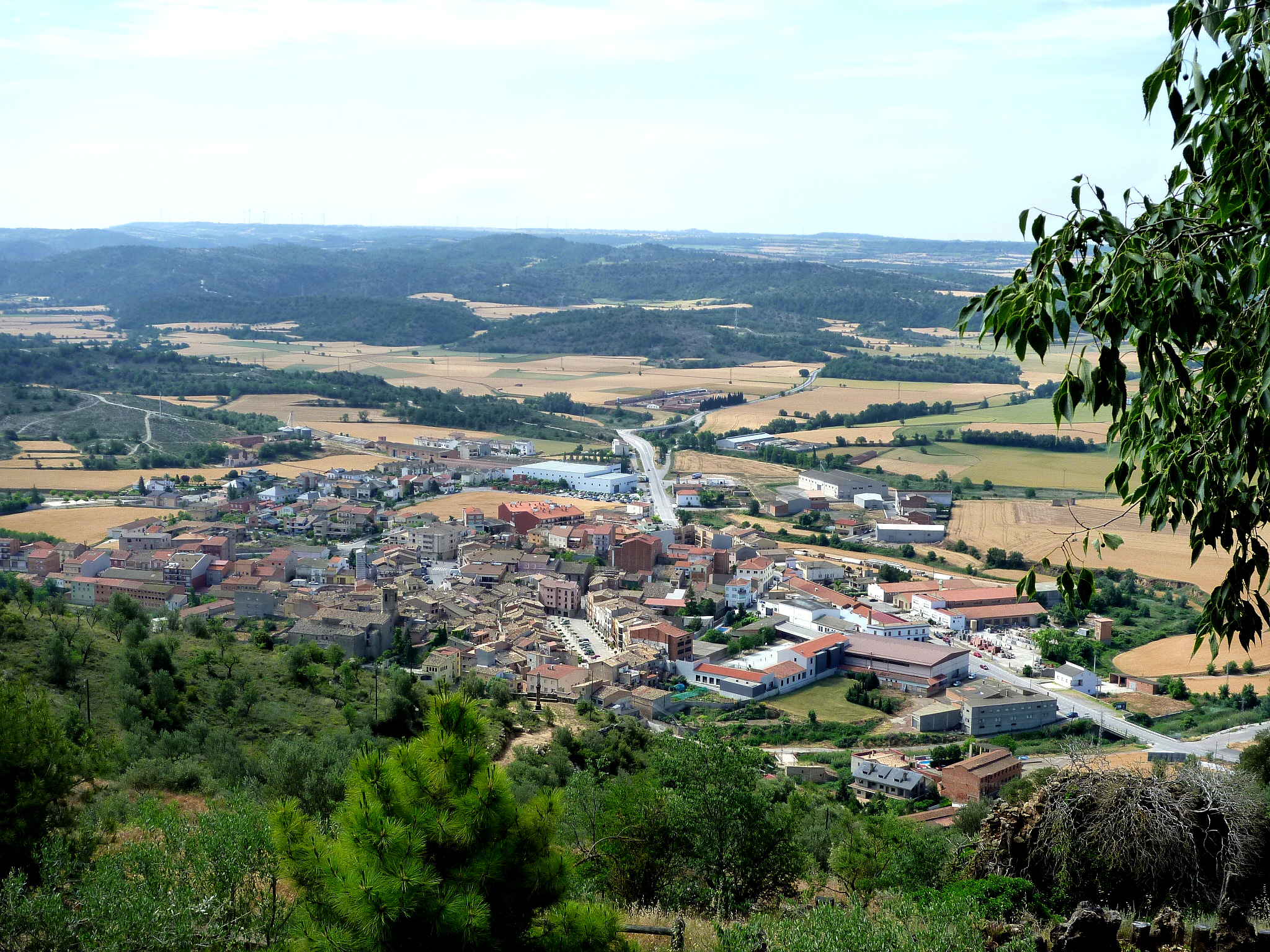
Torà

El dia 2 d'abril, Torà es desperta assetjat per un espectacular dispositiu dels Mossos d'Esquadra que, metralletes en mà, ocupa carrers i accessos al poble. Hores més tard, agents del cos s'enduen tres joves, Jordi Vilaseca, Jordi Torné i Antoni Codina, acusats de pertinença a banda armada, fet que situa la vila en l'ull de l'huracà de tots els mitjans de comunicació.
Tres dies després de la detenció i encara sota l'aplicació de la llei antiterrorista, Jordi Vilaseca ingressa d'urgència a l'Hospital Universitari Arnau de Vilanova i, poc més tard, a l'UCI de l'Hospital de Santa Maria, tots dos a Lleida. Ho fa havent perdut el coneixement i sense respondre a estímuls externs. Una analítica del mateix hospital del 5 d'abril —Vilaseca estava incomunicat i sota custòdia policial des de l'1— diagnostica un resultat positiu en amfetamines en la seva orina. Segons els experts, els indicis d'amfetamines són detectables en el cos humà entre les 24 i 48 hores posteriors a la ingesta. Per tant, tots els indicis apunten que la droga li hauria estat administrada en el transcurs del captiveri policial.
A partir d'aquí, el front judicial se situà en dos àmbits d'actuació. El primer, les acusacions de la fiscalia de terrorisme sobre els joves de Torà: els acusà d'haver atemptat contra dues sucursals bancàries de La Caixa —una a Sant Llorenç de Morunys i una a Sant Martí de Tous—, un repetidor de telecomunicacions de Retevisión a Montmaneu, i un darrer atac al domicili de l'alcaldable del PP de Torà. En la interlocutòria del cas, el militant del PP declarà: «que es va trobar una pintada a la façana de casa on hi deia "Fora fatxes"» i que «va rebre escridassades per part del jovent del poble». El segon front és el de la denúncia de Vilaseca contra els Mossos d'Esquadra per tortures durant el procés d'incomunicació, gràcies al qual els policies havien obtingut les declaracions autoinculpatòries dels tres detinguts.

## Solidaritat
El cas dels joves de Torà despertà una onada solidària creixent. A la vila segarrenca, durant dos mesos consecutius s'hi dugué a terme una mobilització diària per la llibertat dels joves. Les recollides de signatures i els actes de suport, informatius i de denúncia se succeïren mentre es recollien fons per afrontar econòmicament la defensa. Així mateix, els mesos successius s'aprovaren mocions en diversos pobles en defensa dels joves i exigint la investigació de les tortures. L'abril de 2003, unes 1200 persones es manifestaren pels carrers de Lleida exigint la seva llibertat en una marxa encapçalada pels familiars dels joves.
En les eleccions municipals de maig de 2003, grups de suport als joves de Torà distribuïren paperetes electorals nul·les amb el text «Dono el meu vot per a la candidatura presentada per: Llibertat presos de Torà», on hi constaven els noms dels tres segarrencs i les adreces dels centres penitenciaris d'Aranjuez i Alcalá de Henares, on eren reclosos.
Gràcies a la pressió popular i després de pagar les respectives fiances de 30000 euros que els són imposades, al juny els joves són excarcerats.

## Acusació i desenllaç
A finals de juny de 2007 se celebrà el judici a Madrid. Els joves foren condemnats a dos anys de reclusió sense haver d'ingressar de nou a la presó. La denúncia per tortures presentada per Vilaseca s'arxivà, malgrat els recursos que es presentaren contra la decisió.
Pocs anys després, el 2009, el comissari que va dirigir les detencions de Torà i responsable de la Brigada VI de la policia espanyola, àlies «Jordi», va ser detingut per dirigir una xarxa de corrupció i proxenetisme a Castelldefels. Aquest mateix «Jordi» va participar directament en els interrogatoris dels joves de Torà, i va torturar i subministrar substàncies il·legals (amfetamines, segons les anàlisis mèdiques) al jove toranès, que va haver de ser ingressat d'urgències a l'UCI.